# Prądnik Korzkiewski
Prądnik Korzkiewski – wieś w Polsce położona w województwie małopolskim, w powiecie krakowskim, w gminie Wielka Wieś.
W latach 1975–1998 miejscowość administracyjnie należała do województwa krakowskiego.
Przez miejscowość przepływa Prądnik, lewy dopływ Wisły.

## Części wsi
| SIMC    | Nazwa       | Rodzaj                          |
| ------- | ----------- | ------------------------------- |
| 0342060 | Brzezina    | część wsi                       |
| 0342077 | Hamernia    | część wsi                       |
| 0342083 | Pietrasówka | część wsi (zniesiona w 2023 r.) |
| 0342090 | Swawola     | część wsi                       |

## Zabytki
Obiekty wpisane do rejestru zabytków nieruchomych Wojewódzkiego Urzędu Ochrony Zabytków w Krakowie.
- zespół folwarczny, w skład którego wchodzi: dawny browar z początku XIX, spichrz z XVIII/XIX oraz stajnia z XIX.
- dawna kuźnica, obecnie dom mieszkalny z XVIII, XIX/XX.